# یواس‌اس ساکاگاوی (وای‌تی-۳۲۶)
یواس‌اس ساکاگاوی (وای‌تی-۳۲۶) (به انگلیسی: USS Sacagawea (YT-326)) یک کشتی بود که طول آن ۹۷ فوت (۳۰ متر) بود. این کشتی در سال ۱۹۲۵ ساخته شد.